# Нин Тхуан (провинция)
Нин Тхуан (на виетнамски: Ninh Thuận) е виетнамска провинция разположена в регион Донг Нам Бо. На север граничи с провинция Кхан Хоа, на юг с Бин Тхуан, на запад с Лам Донг, а на изток с Южнокитайско море. Населението е 598 680 души (2022).

## Административно деление
Провинция Нин Тхуан се състои от един самостоятелен град-административен център Фан Занг-Тхап Тям и пет окръга:
- Бак Ай
- Нин Хай
- Нин Фуок
- Нин Сон
- Тхуан Бак